# Evelyn Opoczynski
Evelyn Opoczynski (* 10. Dezember 1949 in Berlin) ist eine deutsche Schauspielerin.

## Leben
Evelyn Opoczynski studierte an der Hochschule für Schauspielkunst „Ernst Busch“. Schon während des Studiums übernahm sie erste Rollen im Film, so in Denk bloß nicht, ich heule (1965) oder die namensgebende Hauptrolle in Meine Freundin Sybille (1967). Sie war zunächst auf Rollen aufgeweckter junger Mädchen abonniert und mit dieser Rolle beim Publikum ausgesprochen beliebt. Ab und an spielte sie jedoch auch ernstere Rollen, so in Hubert Hoelzkes Fernsehfilm Eine Chance für Manuela. Mehrfach spielte sie Hauptrollen in der Reihe Der Staatsanwalt hat das Wort. Manchmal übernahm Opoczynski auch die Funktion der Regieassistentin in Filmproduktionen oder war als Synchronsprecherin besetzt. Von 1970 bis 1972 moderierte sie zusammen mit Thomas Lück die Musiksendung Die Notenbank. In den 1980er-Jahren war sie in einigen Produktionen des Fernsehtheaters Moritzburg zu sehen.
Seit der Wende war Evelyn Opoczynski nur selten in Film- und Fernsehproduktionen zu sehen. 2008, 2009 und 2018 spielte sie in drei Kurzfilmen von Regisseur Gerald Backhaus mit.

## Filmografie (Auswahl)
- 1965: Denk bloß nicht, ich heule
- 1967: Meine Freundin Sybille
- 1968: Leben zu zweit
- 1969: Sąsiedzi (polnischer Fernsehfilm)
- 1970: Zwei Briefe an Pospischiel (Fernsehfilm)
- 1971: Du und ich und Klein-Paris
- 1971: Husaren in Berlin
- 1971: Polizeiruf 110: Die Schrottwaage (Fernsehreihe)
- 1971: Osceola (Stimme)
- 1972: Eolomea
- 1972: Hochzeit – Hochzeit
- 1973: Die Hosen des Ritters von Bredow
- 1973: Die sieben Affären der Doña Juanita (vierteiliger Fernsehfilm)
- 1973: Rotfuchs (Fernsehfilm)
- 1976: Polizeiruf 110: Bitte zahlen (Fernsehreihe)
- 1977: Du und icke und Berlin (Fernsehfilm)
- 1978: Der Staatsanwalt hat das Wort – Ein Strauß roter Nelken
- 1978: Sieben Sommersprossen
- 1978: Auf Station 23 (Fernsehfilm)
- 1979: Der Staatsanwalt hat das Wort: Der Fall Petra Hansen
- 1980: Der Staatsanwalt hat das Wort – Tote Stunden
- 1980: Dach überm Kopf (Regieassistenz)
- 1981: Bürgschaft für ein Jahr (Regieassistenz)
- 1981: Krisis (Fernsehfilm)
- 1982: Die fliegende Windmühle (Stimme)
- 1982: Meine Frau macht mich verrückt (Fernsehtheater Moritzburg)
- 1983: Antrag auf Adoption (Fernsehfilm)
- 1983: Der Staatsanwalt hat das Wort – Verlorene Zeit
- 1984: Der doppelte Schöne (Fernsehtheater Moritzburg)
- 1984: Der Staatsanwalt hat das Wort: Ein Kartenhaus
- 1986: Das Mehrzweckzimmer (Fernsehtheater Moritzburg)
- 1989: Coming Out
- 2008: Evelyn und die Profis (Kurzfilm)
- 2009: Nachbarn (Kurzfilm)
- 2018: Wir bleiben hier! (Kurzfilm)

## Hörspiele
- 1976: Rudolf Bartsch: Der geschenkte Mörder (Adelheid) – Regie: Fritz-Ernst Fechner (Kriminalhörspiel (Teil 1) – Rundfunk der DDR)
- 1977: Jan Eik: Ferien in Vitkevitz – Regie: Fritz-Ernst Fechner (Hörspiel – Rundfunk der DDR)
- 1980: Norbert Klein: Alles ist anders (Mädchen) – Regie: Wolfgang Brunecker (Hörspielreihe: Neumann, zweimal klingeln – Rundfunk der DDR)
- 1980: Brigitte Hähnel: Freitagnacht (Barbara) – Regie: Fritz-Ernst Fechner (Hörspiel – Rundfunk der DDR)
- 1981: Theodor Storm: Pole Poppenspäler – Regie: Norbert Speer (Kinderhörspiel – Rundfunk der DDR)
- 1983: Linda Teßmer: 21:00 Uhr Erlenpark (Jessika) – Regie: Fritz-Ernst Fechner (Kriminalhörspiel/Kurzhörspiel – Rundfunk der DDR)
- 1983: Gabriele Herzog: Anton, Frieda und die neue Katze (Billi) – Regie: Maritta Hübner (Kinderhörspiel/Kurzhörspiel aus der Reihe: Geschichten aus dem Hut – Rundfunk der DDR)
- 1984: Bodo Schulenburg: Maus mit blauen Socken (Frau Windelein) – Regie: Manfred Täubert (Kinderhörspiel/Kurzhörspiel aus der Reihe: Geschichten aus dem Hut – Rundfunk der DDR)
- 1986: Volksmärchen: Petrea und die Blütenkaiserin und andere Volksmärchen aus aller Welt (Blütenkaiserin, Tochter des Grünen Kaisers, Fee, arme Frau) – Regie/Bearbeitung: Dieter Scharfenberg (Kinderhörspiel – Litera)